# Passo della Manina
Il passo della Manina e' un passo alpino alto 1.796 metri, che divide la val Seriana, dalla valle di Scalve, fungendo anche da confine amministrativo tra i comuni di Valbondione e Vilminore di Scalve, in provincia di Bergamo.

## Descrizione
Immerso tra le cime delle Prealpi Orobie, in un contesto naturalistico d'elevato impatto, è da sempre utilizzato dagli abitanti delle due valli sia per il trasferimento del bestiame che vi staziona in alpeggio, che per il trasporto ed il commercio del ferro e dello zinco estratti dalle miniere, ormai in disuso, poste nelle immediate vicinanze.
Il passo è facilmente identificabile anche dalle cime limitrofe grazie ad una cappelletta votiva che, costruita nell'ultimo dopoguerra (1948), è posta su una radura a fianco dello stesso e domina le due vallate sottostanti.
Non ci sono strade asfaltate che conducono al passo della Manina, ma vi transitano numerosi sentieri: dal versante della val Seriana vi si accede tramite la traccia (segnavia del CAI 307) che parte dall'abitato di Lizzola, frazione di Valbondione. Dalla valle di Scalve si può invece salire sia da Nona, frazione di Vilminore di Scalve (sentiero CAI numero 408) che da Teveno, altra frazione del comune scalvino (segnavia CAI numero 407).
Caratteristica è la piccola chiesa dedicata alla Madonna Pellegrina costruita nel 1949.
Inoltre vi fa tappa il sentiero delle Orobie: il tratto indicato con il numero 304 collega il passo al rifugio Antonio Curò, mentre quello con il numero 401 con il rifugio Luigi Albani.

## Galleria d'immagini

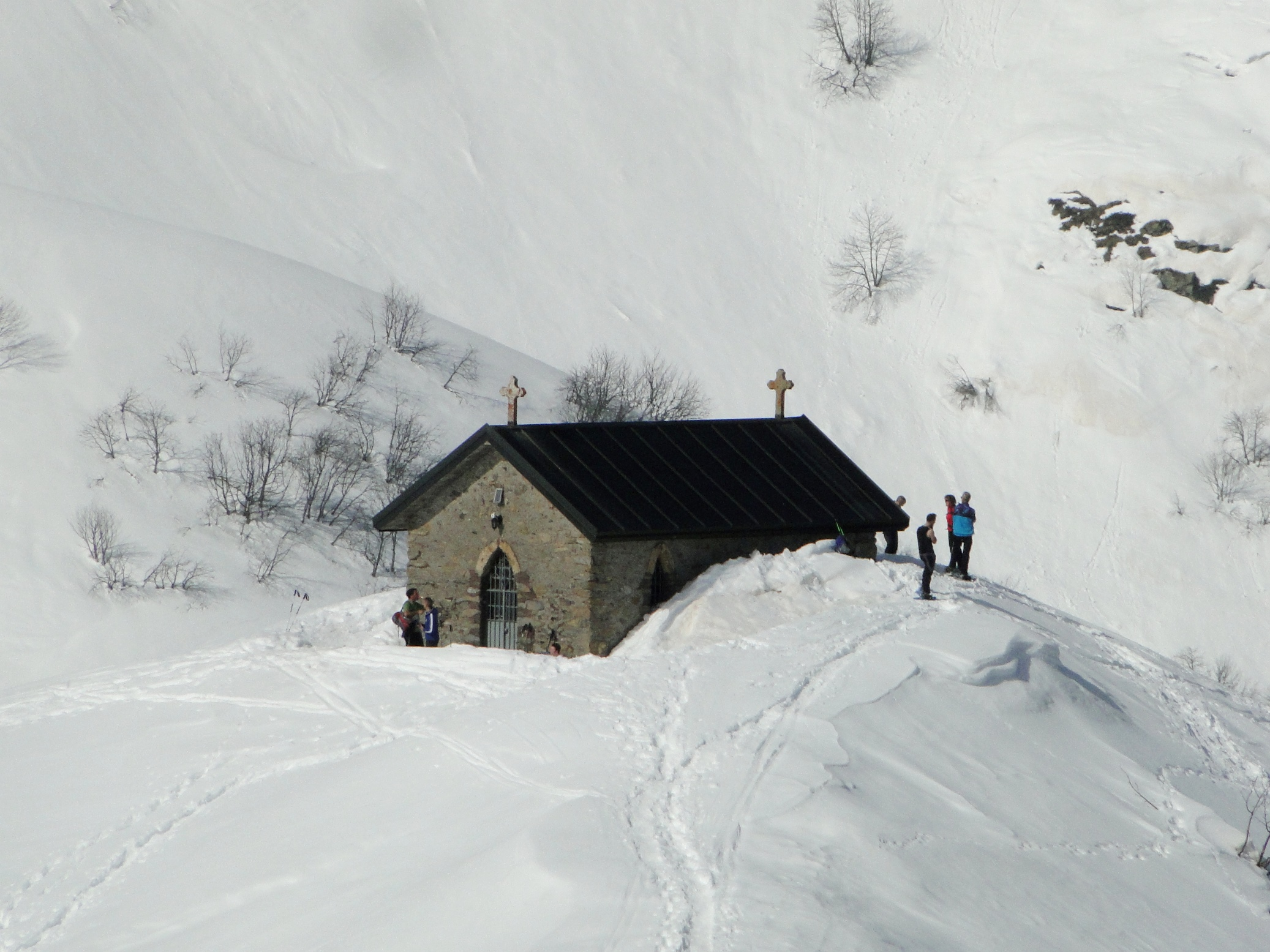
La chiesetta della Manina
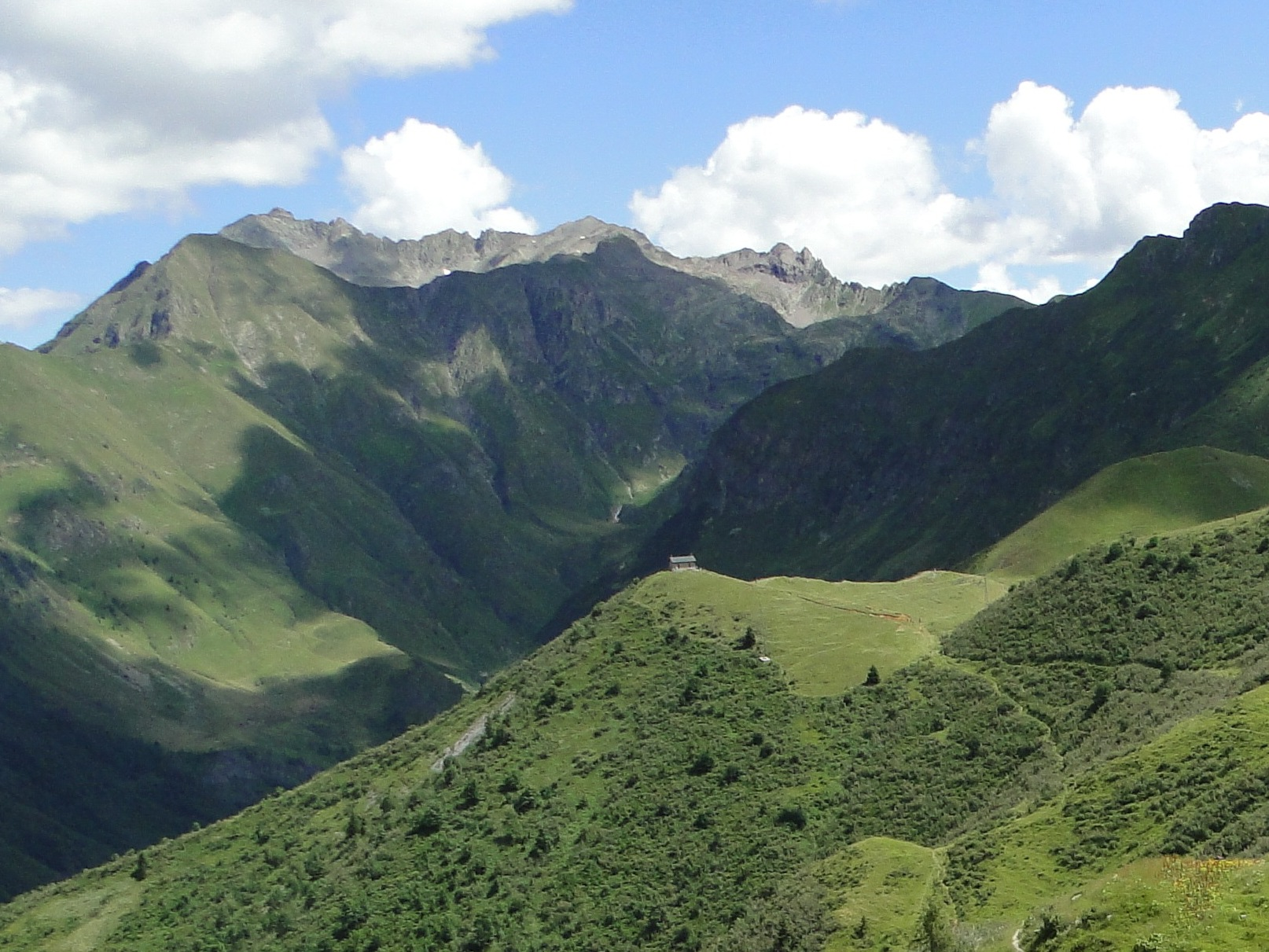
Veduta del passo con Monte Cimone, Pizzo Recastello, Pizzo Tre Confini e Passo Bondione sullo sfondo
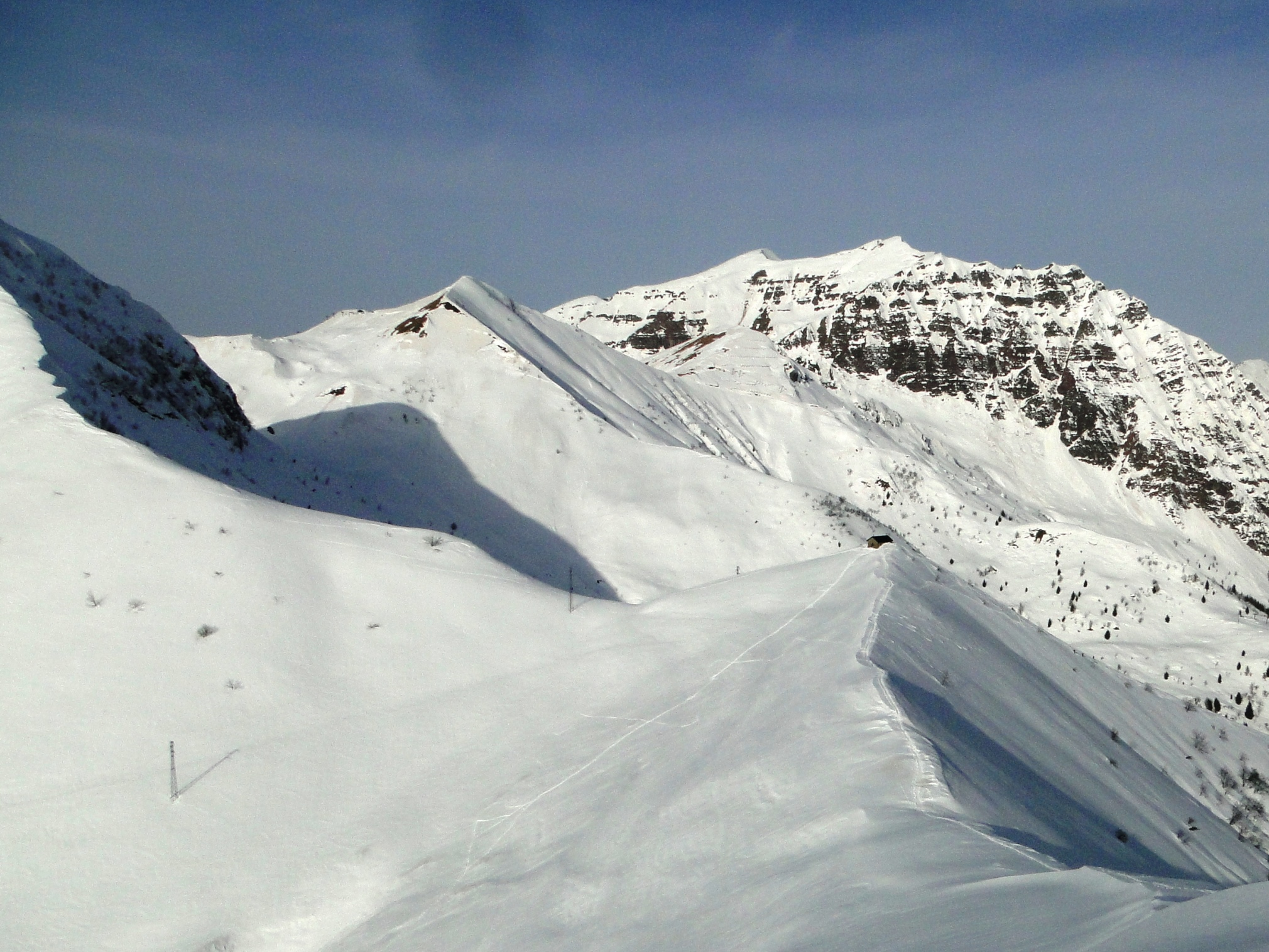
Il passo della Manina in versione invernale visto dalla cresta del monte Sasna. Sullo sfondo il monte Vigna Soliva
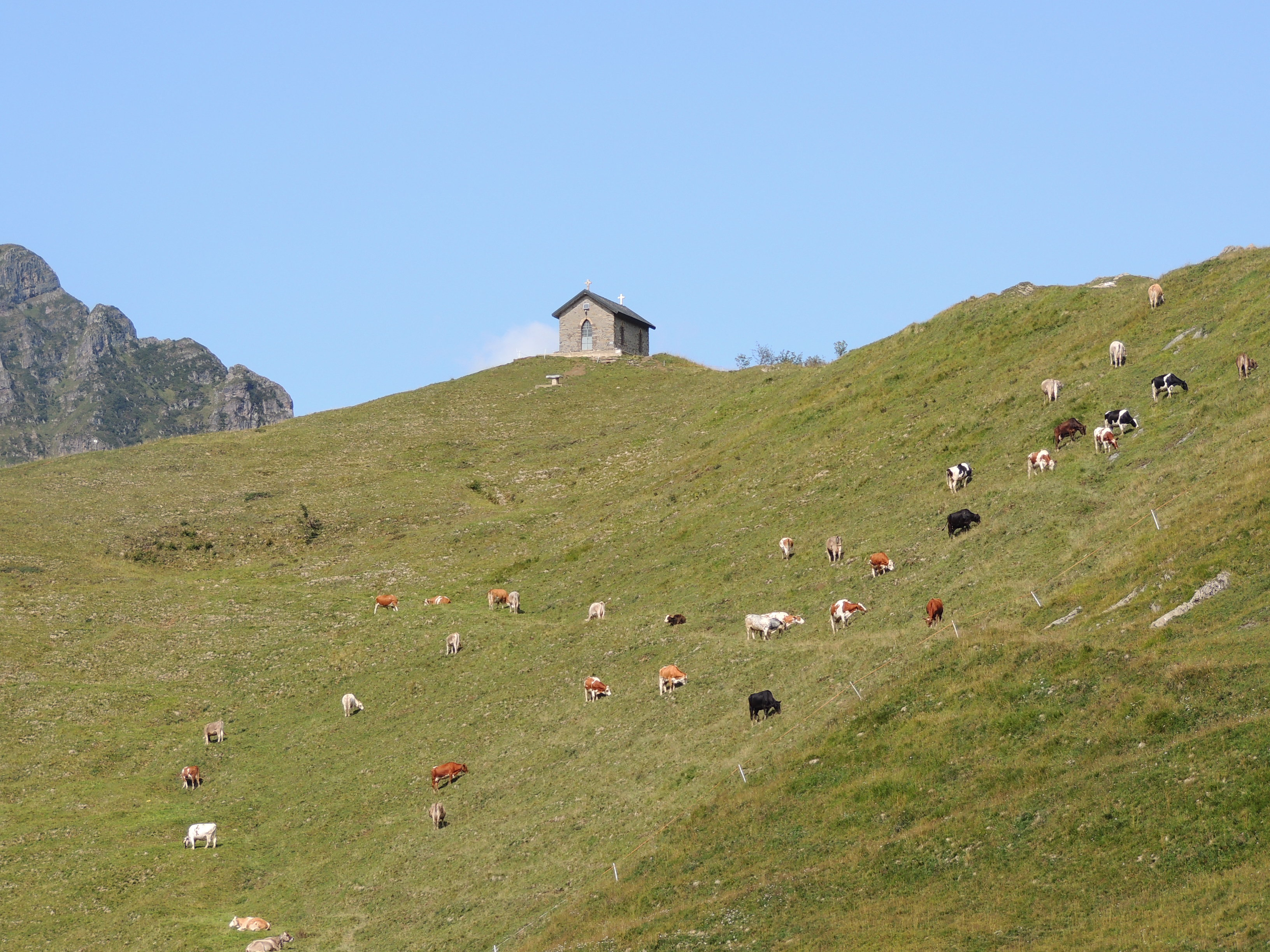
Pascoli al passo Manina
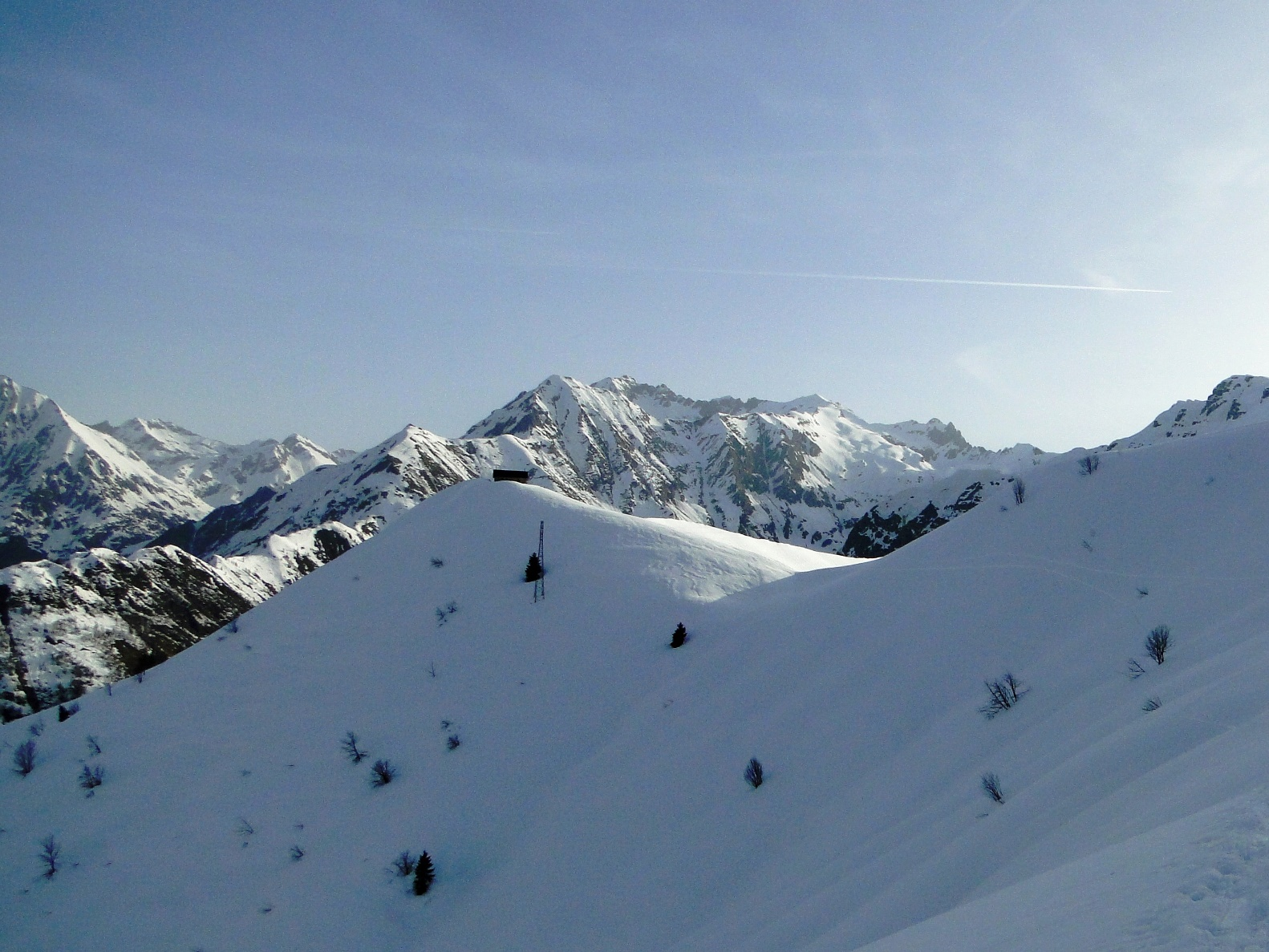
Il Passo della Manina visto da sud
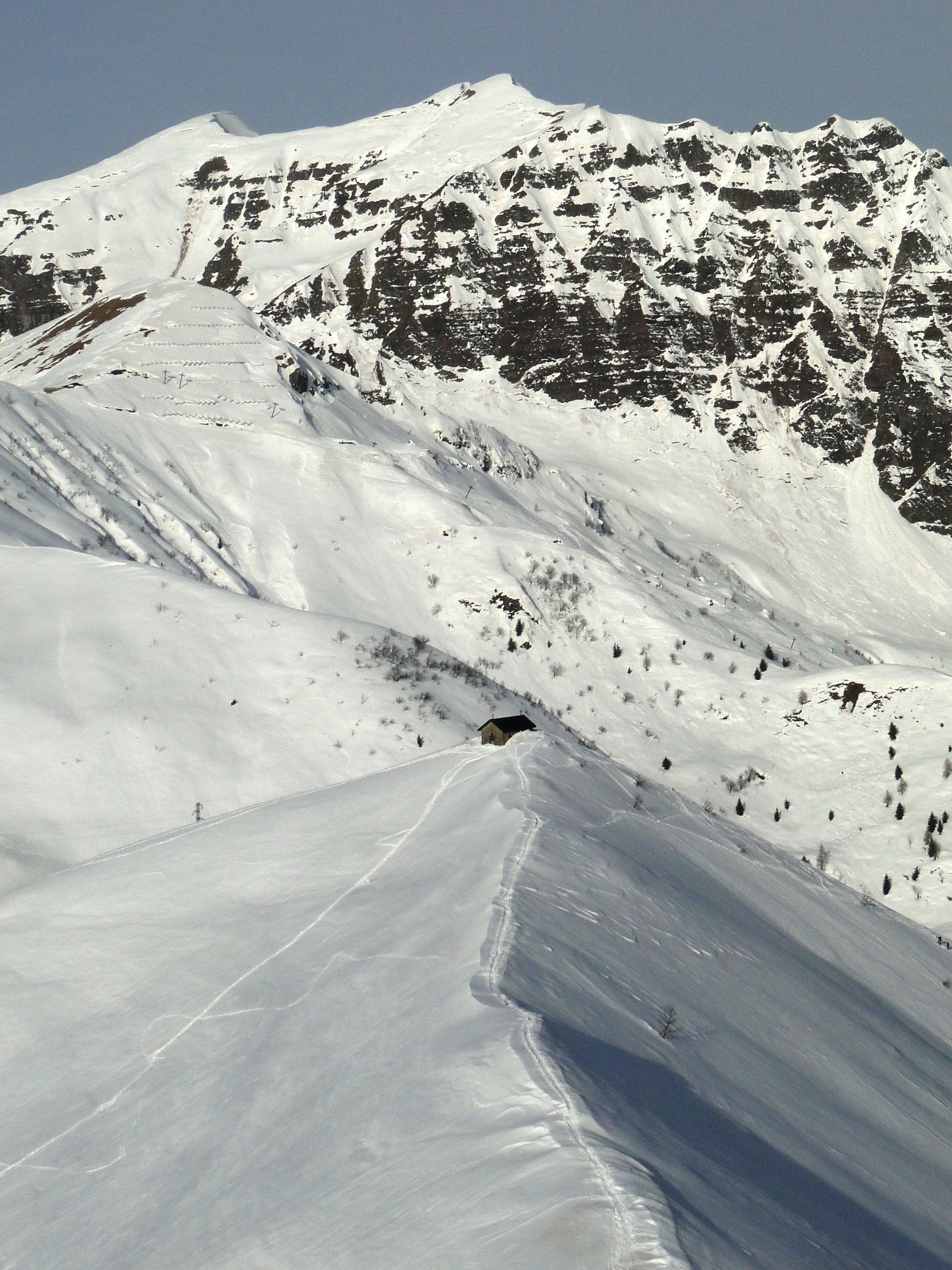
Vista invernale del Passo Manina con il Vigna Soliva sullo sfondo